# Cinqueux
Cinqueux és un municipi francès, situat al departament de l'Oise i a la regió dels Alts de França. L'any 2007 tenia 1.606 habitants.

## Demografia

### Població
El 2007 la població de fet de Cinqueux era de 1.606 persones. Hi havia 592 famílies de les quals 107 eren unipersonals (28 homes vivint sols i 79 dones vivint soles), 183 parelles sense fills, 274 parelles amb fills i 28 famílies monoparentals amb fills.
La població ha evolucionat segons el següent gràfic:
Habitants censats

### Habitatges
El 2007 hi havia 652 habitatges, 608 eren l'habitatge principal de la família, 16 eren segones residències i 27 estaven desocupats. 609 eren cases i 39 eren apartaments. Dels 608 habitatges principals, 536 estaven ocupats pels seus propietaris, 59 estaven llogats i ocupats pels llogaters i 14 estaven cedits a títol gratuït; 13 tenien una cambra, 25 en tenien dues, 84 en tenien tres, 150 en tenien quatre i 336 en tenien cinc o més. 526 habitatges disposaven pel capbaix d'una plaça de pàrquing. A 225 habitatges hi havia un automòbil i a 342 n'hi havia dos o més.

### Piràmide de població
La piràmide de població per edats i sexe el 2009 era:
| Homes | Edats   | Dones |
| ----- | ------- | ----- |
| 0     | 95 o +  | 0     |
| 0     | 90 a 94 | 0     |
| 0     | 85 a 89 | 8     |
| 8     | 80 a 84 | 0     |
| 20    | 75 a 79 | 24    |
| 32    | 70 a 74 | 40    |
| 32    | 65 a 69 | 40    |
| 44    | 60 a 64 | 40    |
| 52    | 55 a 59 | 40    |
| 44    | 50 a 54 | 52    |
| 64    | 45 a 49 | 68    |
| 76    | 40 a 44 | 84    |
| 68    | 35 a 39 | 64    |
| 52    | 30 a 34 | 48    |
| 28    | 25 a 29 | 36    |
| 32    | 20 a 24 | 56    |
| 28    | 15 a 19 | 68    |
| 52    | 10 a 14 | 72    |
| 44    | 5 a 9   | 52    |
| 48    | 0 a 4   | 24    |

## Economia
El 2007 la població en edat de treballar era de 1.073 persones, 800 eren actives i 273 eren inactives. De les 800 persones actives 740 estaven ocupades (408 homes i 332 dones) i 60 estaven aturades (26 homes i 34 dones). De les 273 persones inactives 102 estaven jubilades, 98 estaven estudiant i 73 estaven classificades com a «altres inactius».

### Ingressos
El 2009 a Cinqueux hi havia 623 unitats fiscals que integraven 1.636,5 persones, la mediana anual d'ingressos fiscals per persona era de 23.361 €.

### Activitats econòmiques
Dels 41 establiments que hi havia el 2007, 2 eren d'empreses alimentàries, 7 d'empreses de construcció, 7 d'empreses de comerç i reparació d'automòbils, 1 d'una empresa de transport, 2 d'empreses d'hostatgeria i restauració, 1 d'una empresa d'informació i comunicació, 1 d'una empresa financera, 2 d'empreses immobiliàries, 5 d'empreses de serveis, 5 d'entitats de l'administració pública i 8 d'empreses classificades com a «altres activitats de serveis».
Dels 10 establiments de servei als particulars que hi havia el 2009, 1 era una oficina de correu, 1 taller de reparació d'automòbils i de material agrícola, 1 lampisteria, 2 electricistes, 1 empresa de construcció, 3 perruqueries i 1 saló de bellesa.
Dels 4 establiments comercials que hi havia el 2009, 1 era una botiga de més de 120 m², 1 una botiga de menys de 120 m², 1 una fleca i 1 una joieria.
L'any 2000 a Cinqueux hi havia 6 explotacions agrícoles.

## Equipaments sanitaris i escolars
L'únic equipament sanitari que hi havia el 2009 era una farmàcia.
El 2009 hi havia una escola elemental.

## Poblacions més properes
El següent diagrama mostra les poblacions més properes.